# Rybníky v Trnávce
Rybníky v Trnávce je přírodní rezervace na jižním okraji obce Trnávka v okrese Nový Jičín. Oblast spravuje Agentura ochrany přírody a krajiny ČR. Důvodem ochrany je vodní a mokřadní ekosystém rybníků, významná lokalita výskytu zvláště chráněných druhů živočichů a rostlin.

## Galerie

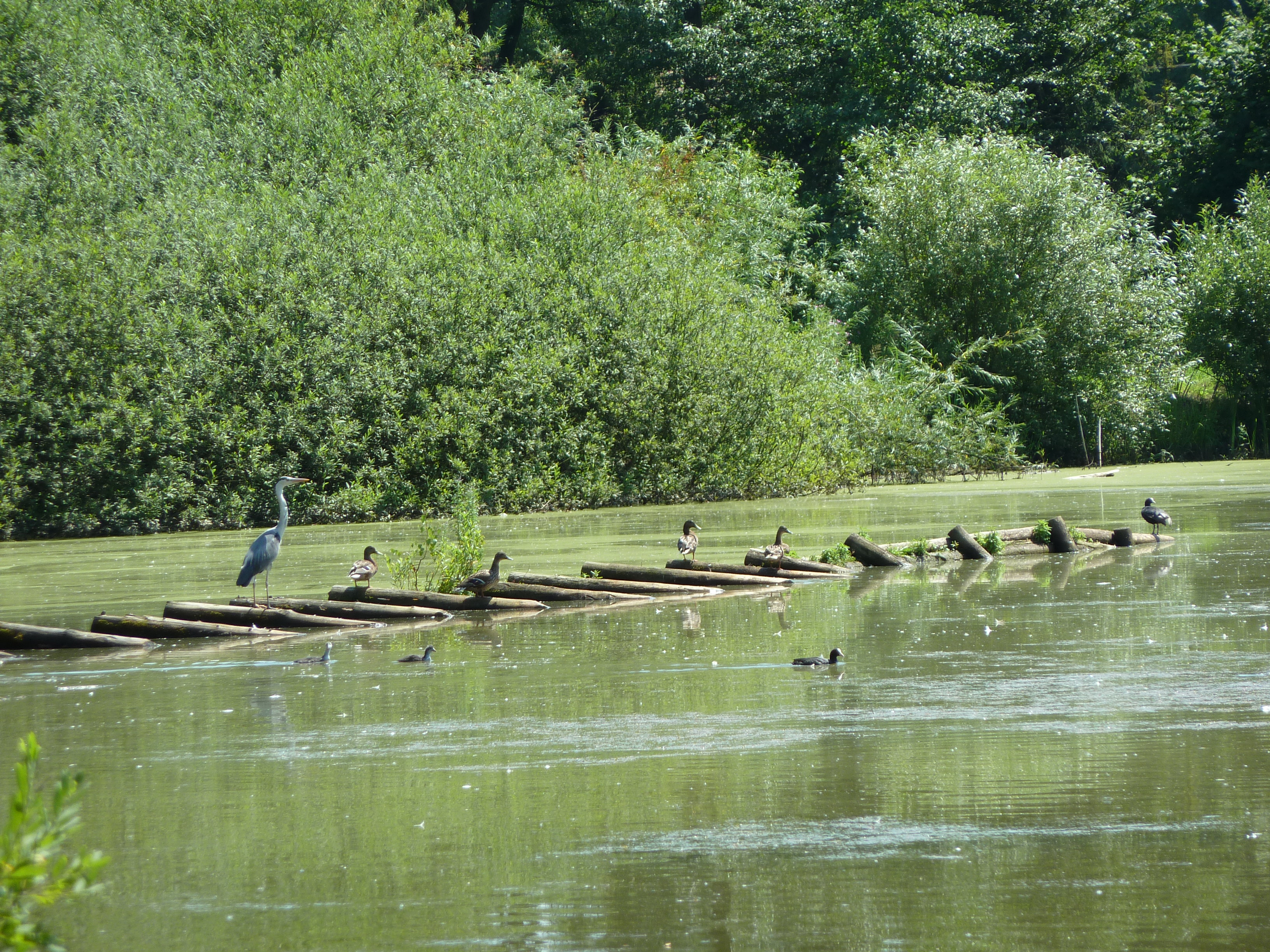
Vodní ptactvo na jednom z rybníků
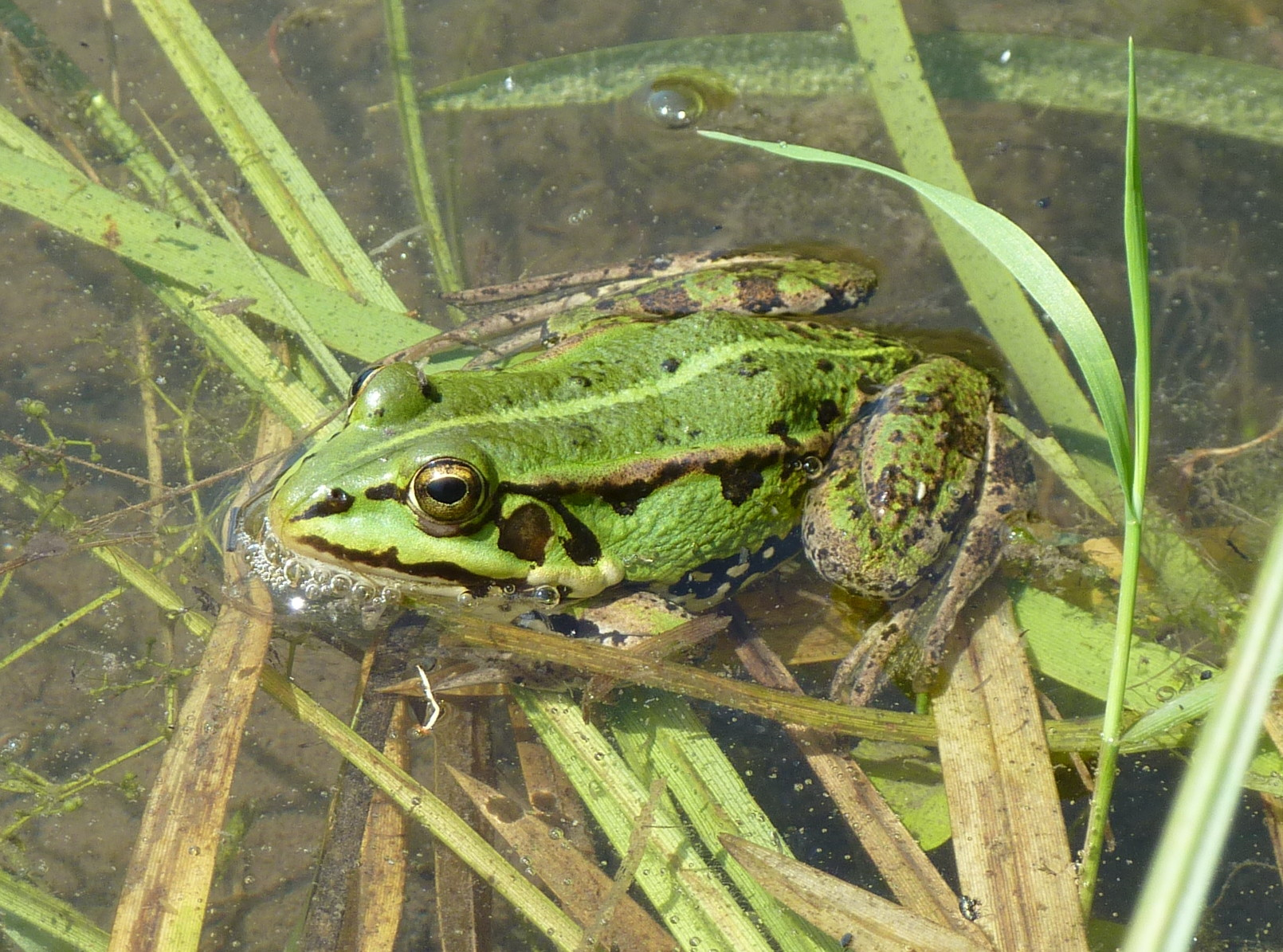
V rezervaci žije také mnoho obojživelníků, jako tento skokan